# Helcomyzidae
Helcomyzidae zijn een familie uit de orde van de tweevleugeligen (Diptera), onderorde vliegen (Brachycera). Wereldwijd omvat deze familie zo'n 4 genera en 12 soorten.
In Nederland is de brandingsvlieg (Helcomyza ustulata) de enige waargenomen vertegenwoordiger van deze familie.